# Raúl Loaiza
Raúl Alberto Loaiza Morelos (Cartagena, 8 de junio de 1994) es un futbolista colombiano. Juega de volante central en Club Atlético Lanús de la Primera División de Argentina.

## Trayectoria

### Patriotas Boyacá
Formado en la cantera de Patriotas Boyacá, Raúl Loaiza debutó profesionalmente con el Patriotas Boyacá en el año 2013.

### San Lorenzo de Almagro
El 20 de diciembre de 2018 es confirmado como nuevo jugador del San Lorenzo de Almagro de la Primera División de Argentina cedido por un año.

### Defensa y Justicia
El 25 de julio se confirma como nuevo jugador de Defensa y Justicia de la Superliga Argentina. Debuta como titular el 4 de agosto en la derrota 2-1 en su visita CA Unión.

## Estadísticas
| Club                         | Div.                | Temporada           | Liga  | Liga  | Copas Nacionales | Copas Nacionales | Torneos Internacionales | Torneos Internacionales | Total | Total |
| Club                         | Div.                | Temporada           | Part. | Goles | Part.            | Goles            | Part.                   | Goles                   | Part. | Goles |
| ---------------------------- | ------------------- | ------------------- | ----- | ----- | ---------------- | ---------------- | ----------------------- | ----------------------- | ----- | ----- |
| Patriotas Boyacá · Colombia  | 1.ª                 | 2013                | 10    | 0     | 3                | 0                | -                       | -                       | 13    | 0     |
| Patriotas Boyacá · Colombia  | 1.ª                 | 2014                | 25    | 2     | 9                | 0                | -                       | -                       | 34    | 2     |
| Patriotas Boyacá · Colombia  | 1.ª                 | 2015                | 27    | 0     | 5                | 0                | -                       | -                       | 32    | 0     |
| Patriotas Boyacá · Colombia  | 1.ª                 | 2016                | 28    | 0     | 2                | 0                | -                       | -                       | 30    | 0     |
| Patriotas Boyacá · Colombia  | 1.ª                 | 2017                | 17    | 0     | 1                | 0                | 2                       | 0                       | 18    | 0     |
| Patriotas Boyacá · Colombia  | Total               | Total               | 107   | 2     | 17               | 0                | 2                       | 0                       | 126   | 2     |
| Atlético Nacional · Colombia | 1.ª                 | 2017                | 9     | 0     | 2                | 0                | 0                       | 0                       | 11    | 0     |
| Atlético Nacional · Colombia | 1.ª                 | 2018                | 14    | 0     | 3                | 0                | 3                       | 0                       | 20    | 0     |
| Atlético Nacional · Colombia | Total               | Total               | 23    | 0     | 5                | 0                | 3                       | 0                       | 31    | 0     |
| San Lorenzo Argentina        | 1.ª                 | 2019                | 8     | 0     | 7                | 0                | 4                       | 0                       | 19    | 0     |
| San Lorenzo Argentina        | Total               | Total               | 8     | 0     | 6                | 0                | 4                       | 0                       | 19    | 0     |
| Defensa y Justicia Argentina | 1.ª                 | 2019-20             | 15    | 0     | 1                | 0                | 0                       | 0                       | 16    | 0     |
| Defensa y Justicia Argentina | 1.ª                 | 2020                | 4     | 0     | 2                | 0                | 3                       | 0                       | 9     | 0     |
| Defensa y Justicia Argentina | 1.ª                 | 2021                | 28    | 1     | 0                | 0                | 10                      | 1                       | 38    | 2     |
| Defensa y Justicia Argentina | Total               | Total               | 47    | 1     | 3                | 0                | 13                      | 1                       | 57    | 2     |
| Total en su carrera          | Total en su carrera | Total en su carrera | 182   | 3     | 35               | 0                | 20                      | 1                       | 230   | 4     |

## Palmarés

### Campeonatos nacionales
| Título        | Club              | País     | Año  |
| ------------- | ----------------- | -------- | ---- |
| Copa Colombia | Atlético Nacional | Colombia | 2018 |

### Copas internacionales
| Título              | Club               | Sede     | Año  |
| ------------------- | ------------------ | -------- | ---- |
| Copa Sudamericana   | Defensa y Justicia | Córdoba  | 2020 |
| Recopa Sudamericana | Defensa y Justicia | Brasilia | 2021 |